# Escapade in Japan
Escapade in Japan é um filme de aventura, dirigido por Arthur Lubin e estrelando Teresa Wright, Cameron Mitchell, Jon Provost e Roger Nakawaga. 